# Сейитбек уулу, Мунарбек
Мунарбек Сейитбек уулу (род. 1 января 1996, Ош) — кыргызский боксёр, выступающий в полулегкой весовой категории. Серебряный призёр Олимпийских игр 2024 года, бронзовый призёр чемпионата мира по боксу 2023 года

## Биография

### Начало карьеры
Родился в городе Ош. Начал заниматься боксом в восемь лет. Вырос в многоэтажном доме на улице Уркуи Салиевой в микрорайоне ХБК. Окончил факультет физической культуры Ошского государственного университета.
Победитель юношеского чемпионата Кыргызстана 2012 года в весовой категории до 54 кг.

### Первые победы
С 2017 года — член сборной Кыргызстана по боксу. Серебряный призёр взрослого чемпионата Кыргызстана 2017 года, уступив в решающем матче в весе 60 кг Омурбеку Малабекову. Финалист мемориала Дуйшенкула Шопокова 2018 года. Бронзовый призёр чемпионата мира среди студентов по боксу 2018 года (Элиста, Россия).
Чемпион Кыргызстана 2018 года, вице-чемпион страны 2019 года. Участник чемпионатов мира 2019 года в Екатеринбурге и 2021 года в Белграде.
Финалист турнира категории класса «А» имени Виктора Ливенцева, который прошёл ноябре 2019 года в Минске. Золотой призёр турнира победителей в Белграде в 2022 году.
По ходу чемпионата мира 2023 года в Ташкенте имел четыре победы, но уступил в полуфинале будущему чемпиону Абдумалику Халокову (Узбекистан), что принесло Сейитбеку уулу бронзовую медаль. Несмотря на непопадание в финал он стал первым представителем Кыргызстана, побывавшем на пьедестале чемпионатов мира, после чего президент Кыргызстана Садыр Жапаров подарил спортсмену двухкомнатную квартиру.
Участник Азиатских игр 2022 года. Победитель турнира имени Ливенцева 2023 года и турнира Boxam 2024 в Испании.
По итогам 2023 года был назван лучшим спортсменом Кыргызстана.

### Олимпийские игры 2024
Мунарбек Сейитбек уулу принял участие в первом квалификационном турнире на Олимпийские игры 2024 года, которые состоялись в Италии в марте того же года, но выбыл уже в первом бою от бразильца Луиса Оливеры, который в итоге и получил путёвку на игры. Более удачно завершилась его следующая попытка отобраться через вторые квалификационные соревнования в мае-июне в Бангкоке. Турнир киргизский боксер начал с победы над итальянцем Мишелем Бальдасси, а затем одерживал верх над мозамбикцем Армандо Сигауком, уругвайцем Лукасом Фернандесом и азербайджанцем Шамилем Аскеровым. В первом матче за олимпийскую лицензию он уступил Айдеру Абдураимову (Украина), однако воспользовался последним шансом в бою с Сачином Сивахом из Индии, которого победил со счётом 5:0 и получил путёвку в Париж.
Во Францию на Олимпиаду боксёр отправился без своего личного тренера Беганаса Султанбаева, и поэтому его сопровождал главный тренер сборной Кыргызстана по боксу Данияр Тологон уулу, а секундантом стал тренер Акмаль Хасанов из Узбекистана. Хасанов так описал взаимодействие с киргизским боксёром: «Мунарбек тренировался с нами, поскольку он приехал на Олимпиаду один. Он попросил меня помочь. Поскольку между нашими соседскими странами дружественные отношения, мы с радостью помогли ему».
Дебютный бой на Олимпийских играх в весе до 57 кг он завершил победой на кубинцем Сайделем Родригесом. Четвертьфинал с Джамалом Харви из США также остался за кыргызским боксёром, благодаря чему он вышел в полуфинал, где раздельным решением победил Хавьера Ибаньеса, представляющего Болгарию. В финале единогласным решением проиграл Абдумалику Халокову. Тем самым Мунарбек Сейитбек уулу завоевал серебряную медаль и стал первым боксёром, завоевавшим медаль в истории Кыргызстана на Олимпийских играх. За историческую победу Садыр Нургожоевич Жапаров подарил 10 млн сом и машину марки KIA EV 9.

## Награды
- Орден «Манас» III степени (2024) — за большой вклад в развитие физической культуры и спорта, выдающиеся спортивные достижения, а также подготовку квалифицированных спортсменов республики[21].